# كيفن جايدئنس
كيفن جايدئنس (2 ديسمبر 1980 في بلجيكا - ) هو لاعب كرة قدم بلجيكي في مركز الوسط. لعب مع فيربرويديرينغ غيل وكيه في ميخيلين ونادي فيسترلو وK.F.C. Dessel Sport ‏ وA.S. Verbroedering Geel ‏ وبيرتشوت ويلريجك.

## وصلات خارجية
- كيفن جايدئنس على موقع قاعدة بيانات كرة القدم.إي يو (الإنجليزية)
- كيفن جايدئنس على موقع Soccerway.com (الإنجليزية)